# Koninklijke Korfbal Club Voorwaarts
Kon. Korfbal Club Voorwaarts, kortweg KKC Voorwaarts is een Belgische korfbalclub uit Edegem. 

## Geschiedenis
De club werd opgericht op 8 april 1922.
Omstreeks 2020 werd satellietclub KC Edegem opgericht en in 2022 werd een nieuw logo gepresenteerd.

## Structuur
De accommodatie van de club is gelegen in Fort 5 van de Brialmontgordel. Huidig voorzitter is Yves Daelmans, algemeen secretaris is José Vanheerentals. 
| Periode    | Voorzitter       |
| ---------- | ---------------- |
| ?-2006     | Marc De Win      |
| 2006-2020  | Dirk Van Rompaey |
| 2020-heden | Yves Daelmans    |

## Palmares
De club werd eenmaal zaalkampioen en zevenmaal veldkampioen..
- Veldkampioen, 7x (1949, '51, '54, '55, '56, '60 en 2006)
- Zaalkampioen, 1x (1971)
- Bekerkampioen, 1x (2018)

### Individuele prijzen
| Korfbalster van het jaar - Rita De Win (1967) - Viviane Verbeeck (1978, 1981 en 1982) - Annick Dekeyser (2007) - Annelies Vandenberghe (2012) | Korfballer van het jaar - Mon Van Hove (1967) - Marc De Win (1973) |

## Bekende (ex-)spelers
- Julie Caluwé
- Wim De Decker
- Annick Dekeyser
- Lauren Denis
- Marc De Win
- Rita De Win
- Detlef Elewaut
- Christoph Hellemans
- Mitch Lenaerts (trainer)
- Elin Loos
- Brent Struyf
- Magda Torfs
- Annelies Vandenberghe
- Mon Van Hove
- Lise Van Maldeghem
- Viviane Verbeeck
- Jens Vogels